# استان بقاع
استان بقاع (به عربی: محافظة البقاع لبنان) یکی از استان‌های لبنان است که ۷۵۰٬۰۰۰ نفر جمعیت دارد.

## بخش‌ها
| - بخش زحله - بخش بعلبک - بخش هرمل | - بخش رشایا - بخش بقاع غربی |  |

## شهرها
| - زحله - بعلبک - جوب جویین - شمیستر - انجار - کابلیاس | - خربرت روها - نبی ایل - کسرنبا - الکارون - دیر الاحمر |  |